# مدحت مرسی

عکس تحت‌تعقیب «مدحت مرسی» در سایت CIA

مدحت مرسی (انگلیسی: Midhat Mursi؛ ۲۹ آوریل ۱۹۵۳ – ۲۸ ژوئیهٔ ۲۰۰۸) یک شیمی‌دان اهل مصر و از اعضای ارشد القاعده بود.